# Großohr-Pfeifhase
Der Großohr-Pfeifhase (Ochotona macrotis) ist eine Art der Pfeifhasen (Ochotonidae) innerhalb der Hasenartigen (Lagomorpha). Er kommt im Himalaya und im Tian Shan vor; sein Verbreitungsgebiet reicht dabei vom Süden Kasachstans über Teile von Kirgisistan und Tadschikistan bis in die Volksrepublik China und den Norden Indiens.
Mit einer Körpergröße von 15 bis 21 Zentimetern und einem Gewicht von bis 280 Gramm gehört er zu den mittelgroßen Arten der Pfeifhasen. Von anderen Arten der Gattung unterscheidet er sich vor allem durch die sehr großen Ohren und die spezifische Färbung, wobei auch melanistische und damit vollständig schwarze Tiere vorkommen.
Die wissenschaftliche Erstbeschreibung stammt von Albert Günther aus dem Jahr 1875; die taxonomische Einordnung der Pfeifhasen ist schwierig und veränderte sich über die Zeit mehrfach, was auf die große Ähnlichkeit der einzelnen Arten und Unterarten untereinander zurückgeführt werden kann. Aufgrund des vergleichsweise großen Verbreitungsgebietes und des Fehlens bestandsgefährdender Risiken wird die Art als nicht gefährdet betrachtet.

## Merkmale

### Allgemeine Merkmale
Der Großohr-Pfeifhase ist ein mittelgroßer Pfeifhase mit einer Körperlänge von 15 bis 21 Zentimetern bei einem Gewicht von 160 bis 280 Gramm. Er hat im Sommer ein blass braun- bis sandfarben-graues Fell mit einer ockerfarbenen Tönung, im Winter ist das Fell länger und weich mit blassgrauer Färbung und rauchig-gelben Bereichen. Bei der Unterart O. m. macrotis kommen auf den Schultern und dem Kopf rauch-gelbe und -braune Flecken vor, O. m. wollastoni besitzt dagegen keine Flecken. Die Stirn ist rötlich-braun gefärbt. Die Bauchseite ist weiß bis grauweiß. Neben den normal gefärbten Tieren kommen auch Tiere vor, die melanistisch und damit einfarbig schwarz gefärbt sind.
Die namensgebenden Ohren erreichen eine Länge von 23 bis 36 Millimetern und sind damit im Vergleich zu denen anderer Pfeifhasen sehr groß, sie sind rundlich und besitzen einen schwarzen Rand. Sie sind im Vergleich zu denen des nächstverwandten Royle-Pfeifhasen (Ochotona roylei) etwas breiter und auf der Innenseite mit langen Haaren ausgestattet. Die Hinterfüße sind 28 bis 37 Millimeter lang, die Füße sind weiß mit nackten Fußballen.
Das Genom besteht aus 2n = 62 Chromosomen.

### Merkmale des Schädels
Der Schädel ist für den eines Pfeifhasen mittelgroß und entspricht in Form und Größe dem des Royle-Pfeifhasen. Die Gesamtlänge des Schädels beträgt 38 bis 44 Millimeter, die Breite 21 bis 23 Millimeter und die Höhe 15 bis 18 Millimeter. Das im knöchernen Gaumen liegende Schneidezahnfenster und das dahinterliegende Gaumenfenster verschmelzen bei dieser Art zu einer einzelnen größeren Öffnung. Das Stirnbein besitzt häufig ebenfalls ein Paar kleinere Fenster, dieses Merkmal trifft jedoch nicht generell zu. Die Paukenblasen des Ohres sind mittelgroß ausgebildet.
| 2 | · | 0 | · | 3 | · | 2 | = 26 |
| 1 | · | 0 | · | 2 | · | 3 | = 26 |

Die Tiere besitzen wie alle Pfeifhasen im Oberkiefer auf beiden Seiten jeweils zwei Schneidezähne (Incisivi) gefolgt von einer längeren Zahnlücke (Diastema) sowie von je drei Vorbackenzähnen (Praemolares) und zwei Backenzähnen (Molares). Im Unterkieferast sind auf beiden Seiten nur je ein Schneidezahn sowie nur zwei Prämolaren vorhanden, dafür drei Molares. Insgesamt besitzen die Tiere also 26 Zähne.

## Verbreitung

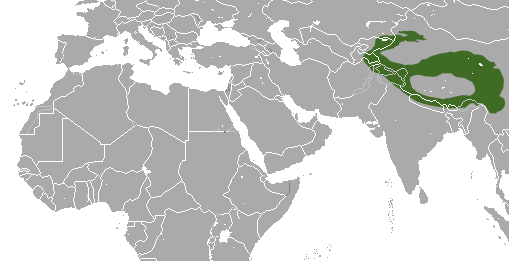
Verbreitungsgebiet von Ochotona macrotis

Der Großohr-Pfeifhase ist über ein vergleichsweise großes Gebiet in Zentralasien in den Gebirgszügen des Himalaya, des Pamir, des Hindukusch sowie des Tian Shan verbreitet. Das Verbreitungsgebiet reicht dabei vom südöstlichen Kasachstan sowie vom östlichen Kirgisistan und Tadschikistan über das nordöstliche Pakistan und Afghanistan, den Norden Indiens, Nepal und Bhutan bis in die Bergregionen der Provinzen Xizang, Sichuan, Xinjiang, Yunnan, Qinghai und Gansu in der Volksrepublik China. Einige Unterarten kommen zudem bis in den Norden Indiens vor.
Die Höhenverbreitung der Tiere reicht von 2300 bis 6126 Meter, wobei die Art bei gemeinsamem Vorkommen mit Ochotona roylei höhere Lagen bevorzugt.  Nach anderen Angaben sind sie hauptsächlich in Höhen von 3000 bis 5700 Metern anzutreffen, die Unterart O. m. sacana besiedelt die am tiefsten liegenden Bereiche in Höhen von 2500 bis 4000 Metern im chinesischen Tian Shan.

## Lebensweise
Der Großohr-Pfeifhase lebt in felsigen Bergregionen und Kiefernwäldern. Die Tiere nutzen Felsspalten und Höhlungen unter und zwischen Steinen als Bauten und sind weitgehend tagaktiv, manchmal werden sie auch in der Dämmerung und nachts aktiv. Die Bewegung der Tiere findet schnell laufend und springend statt. Sie kommen in der Regel morgens vor Sonnenaufgang aus ihren Bauen und fressen bis in den Vormittag, dann ziehen sie sich vor allem aufgrund der steigenden Temperaturen zurück; die abendliche Aktivität beginnt mit fallenden Temperaturen und dauert bis nach Sonnenuntergang an. Die Tiere bewegen sich auf der Nahrungssuche vor allem in den oberen Bereichen von Steinhaufen, laufen jedoch auch manchmal offen und ungedeckt auf den felsigen Flächen und an der Vegetation. Die Tiere leben wenig gesellig in Familiengruppen mit Territorien, die in der Regel von einem Elternpaar und dessen Jungtieren besetzt sind. Großohr-Pfeifhasen zeigen kein aggressives Territorialverhalten und bilden keine festen und exklusiven Reviere. Die Aktivitätsbereiche sind entsprechend überlappend und nehmen eine Fläche von maximal 1600 m² pro Individuum ein. Die Besiedlungsdichte variiert zwischen 500 Individuen pro km² in den Hochlagen und 2300 Individuen pro km² in den Tälern mit ausgeprägterer Vegetation. Die Lautäußerungen der Tiere sind leise und selten und ihre soziale und kommunikative Bedeutung innerhalb der Gruppen wird entsprechend angezweifelt.
Sie ernähren sich generalistisch von Pflanzenteilen wie Gräsern, Blättern, Zweigen sowie von Moosen und Flechten, wobei sie anders als viele andere Arten der Pfeifhasen keine Ballen aus getrockneten Gräsern (Heuballen) anlegen und als Vorrat lagern. Während der wärmeren Jahreszeiten ernähren sich die Tiere vor allem von grünen Pflanzenteilen, Beeren und Früchten und in den trockeneren und kälteren Jahreszeiten fressen sie trockene Zweige, Gräser und andere Pflanzenteile. Wie andere Pfeifhasen legen auch die Großohr-Pfeifhasen „Latrinen“ unter Steinen und Büschen an, in denen sie ihre Kotpillen hinterlassen.
Im Vergleich zu anderen Arten ist die Reproduktionsrate des Großohr-Pfeifhasen niedrig und abhängig von den regionalen Bedingungen. Für die Würfe legen die Weibchen Brutkammern zwischen den Steinen an, die mit Federn und Fell ausgepolstert werden. Die Weibchen haben eine Tragzeit von etwa 30 Tagen und gebären von April bis Mitte August häufig zwei und im Fall von O. m. sacana bis zu drei Würfe pro Jahr mit durchschnittlich jeweils zwei bis sieben Jungtieren. Die Jungtiere werden mit einem dichten Fell geboren, die Augen sind noch geschlossen. Die Geschlechtsreife erreichen die Tiere nach etwa sieben bis zehn Monaten. Sie erreichen ein Alter von bis zu drei Jahren, bereits nach einem Jahr produzieren sie eigenen Nachwuchs.

## Systematik
Der Großohr-Pfeifhase wird als eigenständige Art den Pfeifhasen (Gattung Ochotona) und der Untergattung Conothoa zugeordnet. Die wissenschaftliche Erstbeschreibung stammt aus dem Jahr 1875 von Albert C. L. G. Günther, dem damaligen Leiter der zoologischen Abteilung am Natural History Museum in London, der die Art als Lagomys macrotis bezeichnete und gemeinsam mit dieser einige andere Arten der Hasenartigen wie den Ladakh-Pfeifhasen (Ochotona ladacensis), den Yarkand-Hasen (Lepus yarkandensis) und den heute als Unterart des Wüstenhasen (Lepus tibetanus) eingeordneten Lepus pamirensis beschrieb.
Wie bei den meisten Pfeifhasen ist auch beim Großohr-Pfeifhasen die systematische Einordnung aufgrund der großen Ähnlichkeiten der Arten schwierig und veränderte sich über die Zeit mehrfach. Zeitweise wurde die Art dem Royle-Pfeifhasen (O. roylei) als Unterart zugeschlagen, aufgrund von morphologischen und ökologischen Unterschieden in den Regionen, in denen beide Arten sympatrisch vorkommen, wurde der Artstatus von Ochotona macrotis jedoch bestätigt.
Im Jahr 2000 wurde auf der Basis von Sequenzen der mitochondrialen DNA der Royle-Pfeifhase als Schwesterart des Großohr-Pfeifhasen identifiziert, beide zusammen bilden entsprechend dieser Ergebnisse die Schwestergruppe zu einem Taxon aus dem Ladakh-Pfeifhasen (Ochotona ladacensis) und dem Koslow-Pfeifhasen (O. koslowi). Gemeinsam mit dem Forrest-Pfeifhasen (Ochotona forresti) und dem Rotohr-Pfeifhasen (Ochotona erythrotis) wurden alle diese Arten als „Mountain group“ zusammengefasst, während die klassische Aufteilung nach Untergattungen als paraphyletisch verworfen wurde. 2004 erschien eine phylogenetische Analyse auf der Basis der Sequenz des Cytochrom b, bei der das Schwestergruppenverhältnis von Großohr- und Royle-Pfeifhase bestätigt wurde, der Ladakh-Pfeifhase sich jedoch als basale Schwesterart eines Taxons aus O. koslowi, O. rutila, O. iliensis, O. roylei und O. macrotis erwies; die gesamte Gruppe zuzüglich einiger weiterer Arten wurde in eine „Surrounding Qinghai-Tibet Plateau Group“ eingeordnet. Nach der Überarbeitung der Taxonomie durch Andrei Alexandrowitsch Lissowski 2013 auf der Basis kraniometrischer Merkmale und der Sequenz des Cytochrom b wurden einige Details der phylogenetischen Einordnung geändert, die nahe Verwandtschaft der Arten wurde jedoch bestätigt. Lissowski stellte diese Arten entsprechend gemeinsam in die Untergattung Conothoa.
Insgesamt werden gemeinsam mit der Nominatform fünf Unterarten beschrieben:
- O. m. macrotis Günther, 1875:[10] Nominatform; Die Unterart kommt im Kunlun-Gebirge im Hochland von Tibet, in Xinjiang sowie dem angrenzenden Qinghai vor.
- O. m. chinensis Thomas, 1911: Die Unterart lebt im nordwestlichen Hengduan Shan im Südosten von Tibet, im westlichen Sichuan und dem nördlichen Yunnan im südlichen China.
- O. m. sacana Thomas, 1914: Die Unterart kommt im Tian Shan, im Pamir und im Alaigebirge vom Südwesten Kasachstan bis Tadschikistan vor.
- O. m. wollastoni Thomas & Hinton, 1922: Diese Unterart lebt im Karakorum-Gebirge sowie in der Ladakh-Region. Benannt wurde die Unterart nach Alexander F. R. Wollaston, der als Naturwissenschaftler die Expedition der Royal Geographical Society zum Mount Everest begleitete und die auf der Expedition gesammelten Typusexemplare den am British Museum tätigen Zoologen Thomas und Hinton zur Verfügung stellte. Sie beschrieben die Tiere als Ochotona wollastoni und damit als eigenständige Art, die sie in die nähere Verwandtschaft des Royle-Pfeifhasen (O. roylei) einordneten.[7]
- O. m. gomchee Lissovsky, McDonough, Dahal, Jin, Liu & Ruedas, 2017:[6] Diese Unterart wurde erst 2017 durch ein internationales Forscherteam um Andrei Alexandrowitsch Lissowski beschrieben. Sie kommt in Bhutan im Bereich des Chamka Chhu und wahrscheinlich bis in den östlichen Himalaya in die Regionen Sikkim und Arunachal Pradesh vor.[6]

Ochotona auritus Blanford, 1875, wurde bei Wilson & Reeder 2005 als weitere Unterart des Großohr-Pfeifhasen eingeordnet und wird heute als Synonym des Ladakh-Pfeifhasen (Ochotona ladacensis) betrachtet. Die Zuordnung von Ochotona forresti duoxionglaensis Chen Xiaocheng & Li Wenjing, 2009, aus Motuo und Mainling im Namcha Barwa Himal in der Schleife des Brahmaputra im Südosten des Autonomen Gebiets Tibet zum Großohr-Pfeifhasen wird auf der Basis kraniologischer Datenanalysen diskutiert.

## Gefährdung und Schutz
Die Art wird von der International Union for Conservation of Nature and Natural Resources (IUCN) aufgrund ihres großen Verbreitungsgebietes als nicht gefährdet (least concern) eingestuft. Obwohl keine genauen Daten zur aktuellen Bestandsgröße vorliegen, wird davon ausgegangen, dass es sich um eine regelmäßig vorkommende Art handelt und dass es keine größeren Schwankungen der Populationsgrößen gibt. Eine Interaktion mit Menschen kommt aufgrund der hoch- und abgelegenen Lebensräume der Tiere kaum vor, in seltenen Fällen nutzen die Tiere Mauern oder auch Gebäude am Rande ihrer Verbreitungsgebiete als Unterschlupf.
Im indischen Teil des Verbreitungsgebietes kommt die Art im Hemis-Nationalpark und im Kanji Wildlife Sanctuary vor, darüber hinaus könnte sie im Changthang Wildlife Sanctuary vorkommen. In China kommt der Großohr-Pfeifhase in den Naturschutzgebieten Tuomuerfeng, Zhumulangmafeng, Changtang und Sanjiangyuan vor.

## Belege
1. 1 2 3 4 5 6 7 8 9 10 11 12 13 14 15 16  A.A. Lissovsky: Large-eared Pika – Ochotona macrotis. In: Don E. Wilson, T.E. Lacher, Jr., Russell A. Mittermeier (Hrsg.): Handbook of the Mammals of the World: Lagomorphs and Rodents 1. (HMW, Band 6), Lynx Edicions, Barcelona 2016; S. 57. ISBN 978-84-941892-3-4.
2. 1 2 3 4 5  Large-Eared Pika. In: Andrew T. Smith, Yan Xie: A Guide to the Mammals of China. Princeton University Press, 2008; S. 283–284. ISBN 978-0-691-09984-2.
3. 1 2  Joseph A. Chapman, John E. C. Flux (Hrsg.): Rabbits, Hares and Pikas. Status Survey and Conservation Action Plan. (PDF; 11,3 MB) International Union for Conservation of Nature and Natural Resources (IUCN), Gland 1990; S. 39–40. ISBN 2-8317-0019-1.
4. ↑  Family Ochotonidae, Genu Ochotona. In: Andrew T. Smith, Yan Xie: A Guide to the Mammals of China. Princeton University Press, 2008; S. 275. ISBN 978-0-691-09984-2.
5. 1 2 3 4 5 6 7  Ochotona macrotis in der Roten Liste gefährdeter Arten der IUCN 2017.3. Eingestellt von: Andrew T. Smith, A. Lissovsky, 2016. Abgerufen am 1. Juli 2018.
6. 1 2 3 4 5  A.A. Lissovsky, Molly McDonough, Nishma Dahal, Wei Jin, Shaoying Liu, Luis A. Ruedas: A new subspecies of large-eared pika, Ochotona macrotis (Lagomorpha: Ochotonidae), from the Eastern Himalaya. Russian Journal of Theriology 16 (1), 2017; S. 30–42. (Volltext).
7. 1 2  Oldfield Thomas, Martin Alister Campbell Hinton: The mammals of the 1921 Mount Everest expedition. The Annals and magazine of natural history; zoology, botany, and geology 9, series 9; S. 178–186, Erstbeschreibung auf S. 184–186. (Digitalisat)
8. ↑  Takeo Kawamichi: Daily activities and social pattern of two Himalayan pikas, Ochotona macrotis and O. rolei, observed at Mt. Everest. Journal of the Faculty of Science, Hokkaido University Series VI, Zoology 17, 1971, S. 587–609 ().
9. 1 2 3  Don E. Wilson & DeeAnn M. Reeder (Hrsg.): Ochotona (Conothoa) macrotis in Mammal Species of the World. A Taxonomic and Geographic Reference (3rd ed).
10. 1 2  Albert Günther: Descriptions of some Leporine Mammals from Central Asia. The Annals and magazine of natural history; zoology, botany, and geology ser. 4, 16, 1875; S. 231 ff. (Digitalisat)
11. 1 2  Ning Yu, Changlin Zheng, Ya-Ping Zhang, Wen-Hsiung Li: Molecular Systematics of Pikas (Genus Ochotona) Inferred from Mitochondrial DNA Sequences. Molecular Phylogenetics and Evolution 16 (1), Juli 2000; S. 85–95. doi:10.1006/mpev.2000.0776.
12. 1 2  Yidong Niu, Fuwen Wei, Ming Li, Xiaoming Liu, Zuojian Feng: Phylogeny of pikas (Lagomorpha, Ochotona) inferred from mitochondrial cytochrome b sequences. Folia Zoologica – International Journal of Vertebrate Zoology 53(2), 2004; S. 141–155. (Volltext).
13. ↑  Andrey A. Lissovsky: Taxonomic revision of pikas Ochotona (Lagomorpha, Mammalia) at the species level. In: Mammalia 2014; 78(2): 199–216. doi:10.1515/mammalia-2012-0134
14. ↑  A.A. Lissovsky: Ladak Pika – Ochotona ladacensis. In: Don E. Wilson, T.E. Lacher, Jr., Russell A. Mittermeier (Hrsg.): Handbook of the Mammals of the World: Lagomorphs and Rodents 1. (HMW, Band 6), Lynx Edicions, Barcelona 2016; S. 58–59. ISBN 978-84-941892-3-4.
15. ↑  Chen Xiaocheng, Li Wenjing: A new subspecies of Ochotona forresti in southeastern Tibet, China. ACTA Theriologica Sinica 29(1), 2009; S. 101–105. (Abstract)
16. ↑  Dana Jordan: Ochotona macrotis, large-eared pika. Animal Diversity Net, 2005; Abgerufen am 9. Juli 2018.